# 엔조 르포르
엔조 보리스 르포르(프랑스어: Enzo Boris Lefort, 1991년 9월 29일~)는 프랑스의 펜싱 선수로 주 종목은 플뢰레이다. 그는 2012년 하계 올림픽에서 남자 플뢰레 개인전과 단체전에 출전하였다. 그러나, 그는 개인전 32강에서 팀동료 에르완 르 페슈에게 9-15로 패하며 탈락하였고, 단체전에서는 8위에 그쳤다. 2013년 4월을 기준으로 그는 FIE 랭킹 20위이다.